# Weyhausen (Dolna Saksonia)
Weyhausen – miejscowość i gmina w Niemczech, w kraju związkowym Dolna Saksonia, w powiecie Gifhorn, siedziba gminy zbiorowej Boldecker Land.